# Nematus leucotrochus
Nematus leucotrochus is een vliesvleugelig insect uit de familie van de bladwespen (Tenthredinidae). De wetenschappelijke naam is gepubliceerd in 1837 door Hartig.